# Aeroporto Internacional de Almati
O Aeroporto Internacional de Almati (em russo:  Международный Аэропорт Алматы) (IATA: ALA, ICAO: UAAA) é um aeroporto localizado em Almati, no Cazaquistão. Fica a 18 km do centro da cidade.

## História

### Primeiros anos
O aeroporto foi construído em 1935, para todos as aeronaves civis e militares de pequena dimensão. Até 1990 era a parte do departamento cazaque da aviação civil, e reorganizado então no "aeroporto de Alma-Ata" em 1991. Desde 1993 funciona como uma unidade de negócio independente. Em 1994, reorganizou-se em OJSC "aeroporto de Almati" e rebatizado mais tarde ao aeroporto internacional de JSC Almati.
O Tupolev Tu-144 de transporte supersônico (SST) entrou em serviço em 26 de dezembro de 1975, enviando correio e frete entre Moscou e Alma-Ata em preparação para os serviços de passageiros, iniciado em novembro de 1977. O voo Aeroflot, 144º 55º e último serviço regular de passageiros.
Depois de uma reconstrução da pista em 1998, o aeroporto de Almati foi concedido a categoria II e status de um aeroporto internacional.
Em 9 de Julho de 1999, um incêndio começou na cozinha chachlik do restaurante do aeroporto. O edifício do terminal queimou em apenas algumas horas, felizmente sem ferimentos graves.

### Desenvolvimento desde 2000
A construção de um novo terminal foi concluída em 2004. Em 30 de setembro de 2008, uma segunda pista foi aberta com a primeira partida de um voo BMI com destino a Londres-Heathrow. A nova pista também recebeu um certificado ICAO para desembarques CAT III, o que reduzirá significativamente o número de aviões que desviam para campos de pouso próximos devido à baixa visibilidade, especialmente durante os meses de inverno. Esta pista é a mais longa da Ásia Central. A nova pista pode aceitar todos os tipos de aeronaves, sem limitação de peso de descolagem e frequência de operação.
O crescimento da conectividade corre o risco de ser comprometido pela infraestrutura aeroportuária, que é relativamente cara e não acompanha o crescimento da demanda. A IATA está instando o governo do Cazaquistão a seguir os princípios da ICAO e eliminar as tarifas ANSP diferenciais entre as transportadoras nacionais e internacionais. Atualmente (2012), é 18% mais caro girar em torno de um Airbus A320 em Almati do que em aeroportos similarmente-feitos sob medida em Europa. O diferencial sobe para 43% para um Boeing 767 . 
Havia planos para construir um terminal de passageiros novo para voos internacionais com seis pontes de carregamento e capacidade até 2.500 passageiros por hora em um futuro próximo. Um complexo de infraestrutura desenvolvida que consiste em um Marriott Hotel, salas de conferências, centro de negócios, shopping center e cinemas será dentro deste terminal.
O novo terminal seria localizado ao longo da Estrada Kuldja para ajudar a reduzir o tráfego no caminho para o aeroporto. No entanto, a construção do terminal foi adiada devido à falta de gerentes de manuseio da construção do projeto e falta de espaço. O aeroporto ainda está à procura de um novo gerente para lidar com a construção. Agora há planos para construir um novo aeroporto no reservatório de Kapchagai, que fica a 48 km de Almati.

## Linhas aéreas e destinos
| Companhias aéreas                   | Destinos |
| ----------------------------------- | --- |
| Aeroflot                            | Moscou-Sheremetievo |
| Aeroflot (operado por Rossiya)      | São Petersburgo |
| Air Arabia                          | Xarja |
| Air Astana                          | Aktau, Aqtobe, Nur-Sultã, Atyrau, Baku, Suvarnabhumi, Pequim-Capital, Manas, Deli, Dubai, Dushambé, Cidade de Ho Chi Minh, Hong Kong , Istambul-Atatürk, Karagandy, Kiev-Boryspil, Kuala Lumpur, Qyzylorda, Moscou-Sheremetievo, Oral, Oskemen, Paris-Charles de Gaulle, Pavlodar, São Petersburgo, Incheon, Taraz, Tasquente, Tiblísi, Teerã, Ürümqi-Diwopu |
| Companhias Aéreas de Asiana         | Incheon |
| Bek Air                             | Aktau, Aqtobe, Astana, Atyrau, Kostanay, Oral |
| Belavia                             | Minsk |
| Companhias aéreas de China Southern | Ürümqi |
| Companhias Aéreas Checas            | Sazonal: Praga |
| Ellinair                            | Sazonal: Salónica |
| Flydubai                            | Dubai-International |
| Companhias Aéreas de Hainan         | Pequim-Capital |
| KLM                                 | Amesterdã |
| Lufthansa                           | Frankfurt |
| Mahan Air                           | Teerã-Imam Khomeini |
| Companhias Aéreas de Pegasus        | Istambul-Sabiha Gökçen |
| Pobeda                              | Samara |
| Qazaq Air                           | Nur-Sultã, Pavlodar, Shymkent, Kostanay, Kyzylorda, Semey |
| Companhias Aéreas de S7             | Novosibirsk |
| Companhias Aéreas de SCAT           | Aktau, Aqtobe, Nur-Sultã, Atyrau, Karagandy, Kokshetau, Kostanay, Mineralnye Vody, Oral, Oskemen, Petropavl, Semey, Shymkent, Taraz, Urdjar, Xi'an, Zhezkazgan Sazonal: Sanya |
| Somon Air                           | Dushanbé, Cujanda |
| Ar tajique                          | Dushanbé |
| companhias aéreas turcas            | Istambul-Atatürk |
| Companhias Aéreas de Turkmenistan   | Asgabate |
| Ucrânia International Airlines      | Kiev-Boryspil |
| Uzbequistão Airways                 | Tasquente |

### Cargo
| Companhias Aéreas                   | Destinos                                                               |
| ----------------------------------- | ---------------------------------------------------------------------- |
| Companhias Aéreas de AirBridgeCargo | Hong Kong                                                              |
| Cargolux                            | Budapeste, Hong Kong, Luxemburgo                                       |
| Cargolux Italia                     | Hong Kong, Milão-Milpensa                                              |
| Etihad Cargo                        | Abu Dhabi, Pequim-Capital                                              |
| FedEx Expressp                      | Cantão, Hong Kong, Paris-Charles de Gaulle                             |
| Companhias Aéreas de Hong Kong      | Hong Kong, Istambul-Atatürk, Delhi                                     |
| Lufthansa Cargo                     | Guangzhou, Hong Kong, Tasquente                                        |
| Companhias Aéreas de MNG            | Istambul-Atatürk                                                       |
| Companhias Aéreas de Silk Way       | Baku                                                                   |
| Carga da Turkish Airlines           | Nur-Sultã, Bisqueque, Cantão, Istambul-Atatürk, Incheon, Xangai-Pudong |
| UPS Airlines                        | Colônia/Bona, Incheon, Xangai-Pudong                                   |